# Şehzade Yusuf Izzeddin
Şehzade Yusuf Izzeddin (en arabe : شہزادہ یوسف عزالدین), né le 29 septembre 1857 à Constantinople et mort le 1er février 1916 à Constantinople, il est le fils aîné d'Abdülaziz, sultan ottoman et de sa première épouse Dürrünev Kadın.

## Biographie

### Jeunesse
Şehzade Yusuf Izzeddine nait le 29 septembre 1857 au Palais de Dolmabahçe. Son père, le sultan Abdülaziz, est alors un prince. Sa mère, Dürrünev Kadın, est la fille aînée du prince Mahmud Dzipş-lpa et de son épouse la princesse Halime Çikotua. Il a une sœur complète, Saliha Sultan, de cinq ans sa cadette. Il est élevé caché dans la villa de Kadir Bey, chérif de La Mecque, située à Eyüp, sa naissance ayant été gardée secrète jusqu’à ce que son père accède au trône en 1861.
L’éducation précoce d’Izzeddin a lieu à l’école du prince, au palais de Dolmabahçe. Ses tuteurs sont Miralay Süleyman Bey, Ömer Efendi, Tophane Müfti Ömer Lutfi Efendi, Gazi Ahmed Muhtar Pacha et Gürcü Şerif Efendi. Il prend des leçons de Français du médecin en chef du sultan Marko Pacha et du gendre de Sakızlı Ohannes Pacha, Şarl.
Izzeddin est circoncis le 20 juin 1870. Parmi les autres princes qui sont circoncis en même temps que lui on trouve: Şehzade Selim Süleyman, Şehzade Mehmed Vahideddin, fils du sultan Abdülmecid Ier, Şehzade Mehmed Selaheddin, fils du prince héritier Mourad V, Şehzade Mahmud Celalddin, le propre frère d’Izzedin et Sultanzade Alaeddin Bey, fils de Münire Sultan, fille d’Abdulmejid.

### Éducation et carrière
En 1863, Izzeddin, alors membre d'une fratrie de six enfants, est enrôlé dans l’armée et est rapidement promu. En octobre 1866, lorsque le prince Charles-Antoine de Hohenzollern-Sigmaringen visite Constantinople, on retrouve Izzeddin, âgé de neuf ans seulement, criant ses injonctions à son bataillon, de sa voix d'enfant, lors d’un défilé à Pangatlı. La même année, une fontaine en son honneur est construite à Tophane. En 1867, à l’âge de dix ans, Izzeddin reçoit le grade de lieutenant-colonel et son père l’emmène dans les capitales européennes.
En 1871, à l’âge de quatorze ans, Izzeddin est commandant de la Quatrième Armée (Armée anatolienne) avec le grade de maréchal, et peu de temps après il est nommé commandant de la Première Armée, l’Armée impériale. En 1874, à l’âge de dix-sept ans, il apparaît avec son père, juste après le Grand vizir, le Şeyhülislam et les ministres, aux cérémonies de remise des prix pour les diplômés des écoles impériales, médicales et militaires. Il prononce le discours de félicitations aux diplômés.

### En tant que successeur possible d’Abdülaziz
Après son accession au trône, le prince Mourad (futur sultan Mourad V), devient l’héritier du trône. Cependant, Abdülaziz a commencé d'envisager de changer la règle de succession en faveur d’Izzeddine. À cette fin, Abdülaziz entreprend d’apaiser différents groupes de pression et de faire gagner en popularité son fils parmi eux.
Lors d'une visite en Europe en 1867, des rumeurs se répandent selon lesquelles, contrairement aux règles du protocole, Abdülaziz a organisé la réception d’Izzeddin à Paris et à Londres avant l’héritier officiel, le prince Mourad.
Une nouvelle stratégie de propagande est utilisée. Par exemple, des photos d’Izzeddine apparaissent dans la revue hebdomadaire « Ayine-i Vatan » en 1867. Le bruit court que Mehmed Arif, le rédacteur en chef, aurait reçu une énorme subvention en échange. Sur l’une des photos, Izzeddin porte un uniforme militaire.
Il passe la majeure partie de son adolescence dans des casernes et de nombreux militaires de haut rang et des bureaucrates de haut niveau reçoivent des cadeaux en échange de leur soutien à cette situation.
Lorsque le conservateur Mahmoud Nedim Pacha devient grand vizir en septembre 1871, il prête son soutien aux plans d’Abdülaziz. Dans les premiers mois de 1872, une campagne de diffamation suggère qu’Abdülaziz a obtenu l’approbation verbale du Şeyhülislam ainsi que la promesse qu'une fetwa en faveur de la succession filiale sera décrétée. Le Palais nie ces rumeurs et Mahmud Nedim Pacha affirme qu’un tel changement n’est pas à l’ordre du jour. Néanmoins, Izzeddin demeure favorisé dans le protocole. Un ordre envoyé par Vittorio Emanuele II, le roi d’Italie, l’héritier officiel du trône est présenté à Izzeddine.
En 1874, son portrait et sa biographie apparaissent en première page de L’Orient illustré, un hebdomadaire en langue française publié à Constantinople. Jusqu’à présent, seul le portrait du sultan régnant avait été publié par cette revue.
Pour légitimer davantage ses plans, Abdülaziz a soutenu tactiquement un changement à la primogéniture dans la dynastie de Méhémet Ali d’Égypte. En accordant la primogéniture à Ismaïl Pacha en 1866, Abdülaziz cherchait clairement à créer un climat d’opinion positif sur un changement en faveur de son propre fils. De manière significative, à cette époque, les journaux ont rapporté qu’un navire très semblable à celui appartenant au Khedive devait être construit pour Izzeddin.

### Règne d'Abdülhamid II
Le 30 mai 1876, le père d’Izzeddine, Abdülaziz, est destitué par ses ministres et son neveu Mourad devient sultan. Il est transféré au Palais de Feriye le lendemain. Moins d'une semaine plus tard, le 4 juin 1876, Abdülaziz meurt dans des circonstances mystérieuses. Ce même été, les deux parents d’Emine Sultan, la demi-sœur d’Izzeddin, meurent alors qu'elle n'a pas deux ans. Izzeddin l’éleve dans sa maison.
Après seulement trois mois de règne, Mourad est déposé le 30 aout 1876. Son demi-frère, Abdülhamid II accède au trône. Mourad et sa famille son enfermés dans le palais Çırağan.
Le cousin d’Izzeddin, Sultan Abdülhamid II, se méfie de lui et c’est pour cette raison qu’un poste de police est construit en face de sa maison de campagne.

### Prince héritier
Izzeddin devient héritier du trône lors de l’accession au trône de son cousin, le sultan Mehmed V, le 27 avril 1909. En juillet 1915, Izzeddin rend visite aux troupes ottomanes pendant la compagne de Gallipoli. Il est répandu que la visite d’Izzeddin à Gallipoli a fourni la démonstration de la fracture entre le Comité union et progrès et Izzeddin, qui réprimandent Enver Pacha pour avoir sacrifié la vie de milliers de soldats ottomans en vain.
Izzeddin est décrit comme une personne conservatrice et pieuse mais aussi comme un homme fier et arrogant.
Izzeddin et le prince Vahideddin (futur Mehmed VI) étaient rivaux. Bien que froidement polis l'un envers l'autre, ils refusèrent de partager la même voiture même pour les cérémonies de l’État. Vahideddin a surtout insisté pour être considéré comme le deuxième héritier apparent.

## Vie privée
La première femme d’Izzeddin était Çeşmiahu Hanım. Sa mère était Mestare Hanım. Les deux se sont mariés en 1879. Elle était la mère de Şehzade Mehmed Bahaeddin. Elle mourut en 1911 dans le palais de Beşiktaş et fut enterrée dans le mausolée du sultan de Pertevniyal.
Sa deuxième femme était Cavidan Hanım. Son vrai nom était Esma. Elle était la fille du prince Ömer Pasha Achba et de la princesse Ayşe Kemalifer Hanım Dziapş-lpa, la fille du prince Mahmud Bey Dzipş-lpa. Elle est née le 12 janvier 1870 à Kars, Caucase. Les deux se sont mariés le 20 mai 1885 au Palais de Beşiktaş. Elle meurt en 1935 à Göztepe, Istanbul.
Sa troisième femme était Nazikeda Hanım. Son vrai nom était Amine Seten. Elle était la fille de Halil Bey Aardba. Elle est née le 30 mai 1872 à Soukhoumi, Abkhazie. Les deux se sont mariés le 6 juillet 1886 au Palais de Beşiktaş. Elle meurt en 1946 à Erenköy, Istanbul.
Sa quatrième femme était Faika Tazende « Yücesan » Hanım. Elle est née le 10 octobre 1875 à Poti, en Abkhazie. Les deux se sont mariés le 14 octobre 1892 au Palais de Beşiktaş. Elle meurt le 16 juin 1950 à Ortaköy[Lequel ?], Istanbul et est enterrée au cimetière de Yahya Efendi.
Sa cinquième femme était Ebruniyaz Hanım.
Sa sixième femme était Leman « Ünlüsoy » Hanım. Elle était la fille d’Ahmed Bey et de Şükriye Hanım. Elle est née le 6 juin 1888 à Batoumi, alors dans l'Empire russe, aujourd'hui en Géorgie. Les deux se sont mariés le 4 février 1904 au Palais de Çamlıca. Elle était la mère de Hatice Şükriye Sultan, Şehzade Mehmed Nizameddin et Mihriban Mihrişah Sultan. Elle meurt le 3 août 1953 au Palais de Çamlıca, à Istanbul et est enterrée à Selami Dergahi.

### Décès
Yusuf Izzeddin a souffert de son rôle et a vécu ses dernières années dans une sorte de paranoïa, jusqu’à ce qu’il se suicide le 1er février 1916 dans sa villa à Zincirlikuyu, Constantinople. Il fut enterré dans le mausolée de son grand-père sultan Mahmoud II.

### Honneurs et distinctions
- Ordres et décorations ottomans
  - Collier du Hanedan-i Ali Osman
  -  1re classe de l'Ordre du Médjidié
  -  1re classe de l'Ordre de l'Osmaniye
  -  Médaille Imtiyaz

- Commandes et décorations étrangères
  -  Grand-croix de l'ordre de Saint-Charles
  -  Grand-croix de l'Ordre de Léopold
  -  Grand-croix de l'Ordre de l'Aigle blanc (Serbie)
  -  Chevalier de l'ordre des Saints-Cyrille-et-Méthode (Royaume de Bulgarie)
  -  Chevalier de l'Ordre de l’Aigle noir de Prusse
  -  Médaille du couronnement du roi George V.

### Sources
- Harun Açba, Kadın efendiler : 1839-1924, Profil, 2007, 221 p. (ISBN 978-975-996-109-1)
- The Concubine, the Princess, and the Teacher : Voices from the Ottoman Harem, University of Texas Press, 2010, 324 p. (ISBN 978-0-292-78335-5, lire en ligne)
- (en) Weismann Zachs et Itzchak Weismann, Ottoman Reform and Muslim Regeneration : studies in honour of Butrus Abu-Manneh, London/New York, I.B.Tauris, 24 mars 2005, 233 p. (ISBN 978-1-85043-757-4)
- New York Times, 4 February 1916